# Aartsbisdom Juiz de Fora

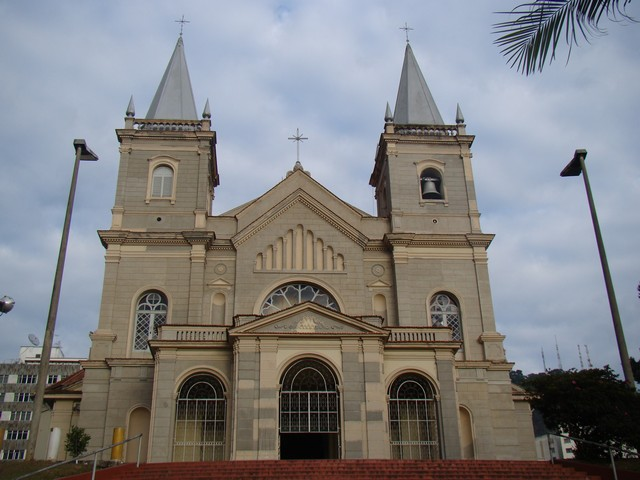
Catedral de Juíz de Fora

Het aartsbisdom Juiz de Fora  (Latijn: Archidioecesis ludiciforensis, Portugees: Arquidiocese de Juiz de Fora) is een rooms-katholiek aartsbisdom in Brazilië met zetel in Juiz de Fora. Het omvat de volgende suffragane bisdommen:
- Leopoldina
- São João del Rei

## Geschiedenis
Het bisdom Juiz de Fora werd op 1 februari 1924 door paus Pius IX als suffragaan bisdom opgericht, als een afsplitsing van het aartsbisdom Mariana . Het verloor op 28 maart 1942 gebied aan het nieuw opgerichte bisdom Leopoldina. Op 14 april 1962 werd het bisdom verheven tot aartsbisdom.

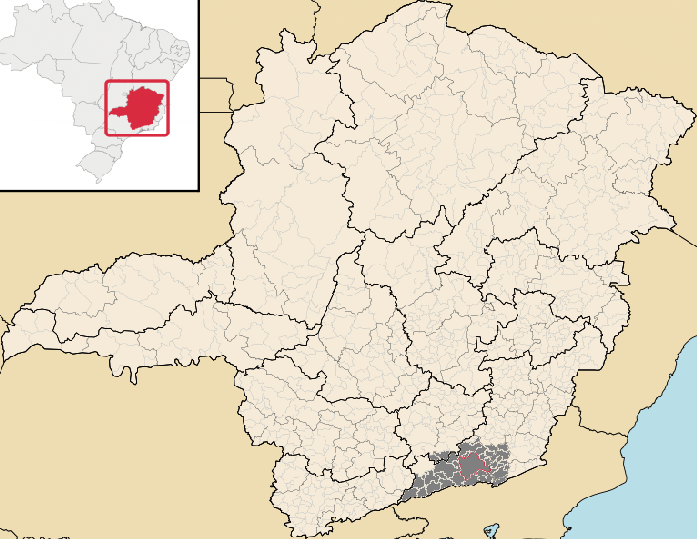
Aartsbisdom Juiz de Fora.

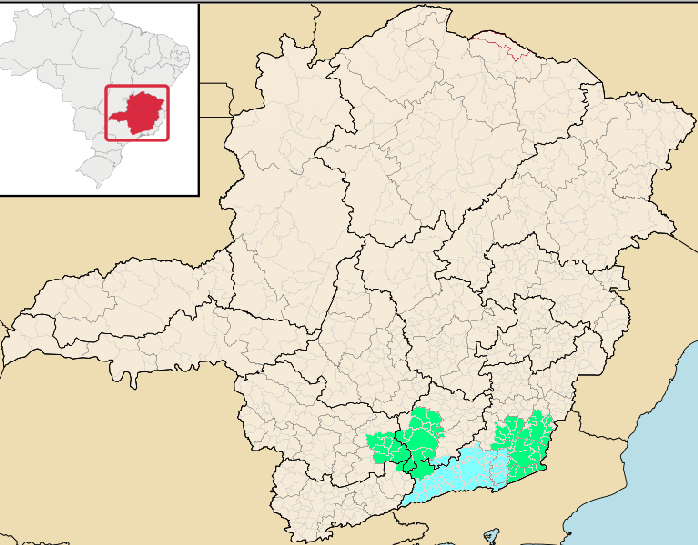
Ecclesiastical Province of Juiz de Fora.

Het (aarts)bisdom telt 808.000 inwoners, waarvan 77.1% rooms-katholiek is (cijfers 2019), verspreid over 95 parochies. De aartsbisschop is Gil Antonio Moreira, die op 28 januari 2009 benoemd werd.